# Witold Jaworowicz
Witold Jaworowicz (ur. w listopadzie 1855 w Bieździadowie, zm. 29 maja 1905 w Toruniu) – polski lekarz, działacz społeczny, prezes Towarzystwa Naukowego w Toruniu.

## Życiorys
Był synem Wojciecha i Antoniny z Lewandowskich; jako miejsce jego urodzenia podawany jest też Żerków. Miał braci Antoniego Józefa, lekarza toruńskiego, i Władysława Jakuba, chemika, dyrektora cukierni w Kruszwicy. W 1874 zdał maturę w poznańskim Gimnazjum Marii Magdaleny, niewykluczone, że był przez jakiś czas uczniem gimnazjum w Chełmnie. Po uzyskaniu świadectwa dojrzałości podjął studia medyczne na Uniwersytecie w Greifswaldzie (studiował także w Marburgu), uwieńczone dyplomem lekarskim 27 września 1880.
W 1882 roku osiedlił się w Żerkowie i z dniem 12 kwietnia rozpoczął praktykę lekarską jako lekarz praktyczny, chirurg i akuszer.
W 1883 na Uniwersytecie w Greifswaldzie obronił rozprawę doktorską Über die Beugungsluxationen der Halswirbelsäule. (O zgięciowym zwichnięciu kręgosłupa szyjnego). Odbył służbę wojskową, pracował krótko w Trzemesznie, potem uzupełniał studia w Wiedniu, Heidelbergu i Berlinie. 
W 1890 osiadł na stałe w Toruniu. Pracował w klinice Leona Szumana, jednocześnie działając w Towarzystwie Naukowym w Toruniu. Zasiadał przez wiele lat w zarządzie Towarzystwa, w tym jako prezes i skarbnik. Był także drugim dyrektorem Spółki Ziemskiej.
Zmarł nagle 29 maja 1905 w Toruniu, pochowany został na cmentarzu staromiejskim św. Jerzego. 
Był żonaty z córką Bonifacego Łazarewicza, profesora gimnazjum chełmińskiego. Miał kilkoro dzieci, w tym córkę, która w 1904 poślubiła Kazimierza Hącię, prawnika i bankowca, późniejszego ministra przemysłu i handlu w gabinecie Ignacego Jana Paderewskiego.